# Les Sentiers de la perdition (film)
Pour les articles homonymes, voir Les Sentiers de la perdition.
Pour plus de détails, voir Fiche technique et Distribution.
Les Sentiers de la perdition ou La Voie de perdition au Québec (Road to Perdition) est un film américain réalisé par Sam Mendes, sorti en 2002.
Il est adapté de la bande dessinée du même nom écrite par Max Allan Collins et dessinée par Richard Piers Rayner (en) publiée par DC Comics en 1998.

## Synopsis
Hiver 1931 à Rock Island, dans l'Illinois.
Michael Sullivan (Tom Hanks), tueur professionnel, travaille pour le compte de John Rooney (Paul Newman), chef de la pègre irlandaise, qu'il considère comme son père spirituel.
Mais un jour, l'un des fils de Michael assiste à un meurtre commis par Connor (Daniel Craig), le fils de Rooney.
Connor, qui a toujours été jaloux de l'affection de son père pour Michael, décide alors d'assassiner Michael et toute sa famille pour qu'aucun d'entre eux ne puisse le dénoncer. Mais Michael et son fils aîné en réchappent.
Les liens du sang l'emportent : mis devant le fait accompli, et malgré son affection pour Michael, Rooney ne peut que couvrir son fils.
Contraint de fuir à Chicago avec son fils, Michael va vouloir se venger. Poursuivi par Harlen Maguire (Jude Law), un tueur psychopathe (il photographie le cadavre de chacune de ses victimes) missionné par la mafia, il fera tout pour mettre son fils en sécurité et lui offrir une vie meilleure que la sienne.

## Fiche technique
Sauf indication contraire, les informations mentionnées dans cette section peuvent être confirmées par les bases de données cinématographiques IMDb et Allociné,  présentes dans la section « Liens externes ».
- Titre original : Road to Perdition
- Titre français : Les Sentiers de la perdition
- Titre québécois : La Voie de Perdition[1]
- Réalisation : Sam Mendes
- Scénario : David Self, d'après la bande dessinée de Max Allan Collins et Richard Piers Rayner
- Musique : Thomas Newman
- Direction artistique : Richard L. Johnson
- Décors : Dennis Gassner
- Costumes : Albert Wolsky
- Maquillage : Ron Snyder et Daniel C. Striepeke
- Photographie : Conrad L. Hall
- Son : Bill Banyai, Bob Beemer, Scott Hecker, Scott Millan, John Pritchett
- Montage : Jill Bilcock
- Production : Sam Mendes, Dean Zanuck et Richard D. Zanuck
  - Production déléguée : Joan Bradshaw et Walter F. Parkes
  - Production associée : Tara B. Cook et Cherylanne Martin
- Sociétés de production : The Zanuck Company, présenté par DreamWorks Pictures et Twentieth Century Fox
- Sociétés de distribution : DreamWorks Distribution (États-Unis) ; UGC Fox Distribution (France) ; Fox-Warner (Suisse romande)
- Budget : 80 millions USD[2],[3]
- Pays de production :  États-Unis
- Langue originale : anglais
- Format : couleur (Technicolor) — 35 mm — 2,35:1 (Cinémascope) — son DTS / Dolby Digital / SDDS
- Genre : drame, thriller, policier
- Durée : 117 minutes
- Dates de sortie[4] :
  - États-Unis, Québec : 12 juillet 2002[1]
  - France : 1er septembre 2002 (Festival du cinéma américain de Deauville) ; 11 septembre 2002 (sortie nationale)[5]
  - Suisse romande : 4 septembre 2002[6]
  - Belgique : 11 septembre 2002[7]
- Classification[8] :
  - États-Unis : interdit aux moins de 17 ans (R – Restricted)[N 1]
  - France : tous publics avec avertissement[9],[N 2]
  - Belgique : tous publics (Alle Leeftijden)[7]
  - Suisse romande : interdit aux moins de 14 ans[10]
  - Québec : 13 ans et plus (violence) (13+ / 13 years and over)[1]

## Distribution
- Tom Hanks (VF : Jean-Philippe Puymartin) : Michael Sullivan
- Tyler Hoechlin (VF : Gwenaël Sommier) : Michael Sullivan Jr.
- Paul Newman (VF : Marc Cassot) : John Rooney (inspiré de John Patrick Looney)
- Jude Law (VF : Bernard Gabay) : Harlen Maguire
- Jennifer Jason Leigh (VF : Catherine Le Hénan) : Annie Sullivan
- Stanley Tucci (VF : Gérard Darier) : Frank Nitti
- Daniel Craig (VF : Jean-François Kopf) : Connor Rooney
- Liam Aiken : Peter Sullivan
- Dylan Baker : Alexander Rance
- Ciarán Hinds (VF : Philippe Catoire) : Finn McGovern
- Anthony LaPaglia : Al Capone (coupé au montage)

## Production

### Genèse et développement
Lorsque Max Allan Collins écrit le roman graphique Les Sentiers de la perdition, son agent littéraire y voit un film potentiel et le montre à un agent du monde du cinéma. En 1999, le roman graphique est présenté à Dean Zanuck, alors vice-président du développement de la société de production de son père, Richard D. Zanuck. Ce dernier le reçoit à son tour alors qu'il tourne au Maroc pour la production de L'Enfer du devoir (2000). Les Zanuck père et fils adhèrent au projet et l'envoient à Steven Spielberg, qui le propose ensuite à DreamWorks.
De son côté, le réalisateur Sam Mendes est à la recherche d'un nouveau projet après avoir achevé son premier long métrage, American Beauty (1999). Il a plusieurs possibilités dont notamment Un homme d'exception, K-PAX : L'Homme qui vient de loin, Terre Neuve, ou encore The Lookout. DreamWorks envoie alors le roman graphique à Sam Mendes. Ce dernier est tout de suite séduit par l'intrigue, qu'il considère comme « narrativement assez simple, mais avec des thèmes très complexes »,.
Steven Spielberg contacte le scénariste David Self (en) pour adapter le roman graphique en script. Il écrit un premier jet assez proche de l'œuvre originale et conserve même la plupart des dialogues. Le script est ensuite retravaillé par divers scénaristes non crédités et le projet prend peu à peu ses distances avec le roman graphique. Ainsi, dans certaines versions, Sullivan est présenté comme alcoolique, mais ces éléments ne seront pas conservés dans la version finale du scénario. Par ailleurs, le nom de certains personnages est modifié. Ainsi, John Patrick Looney et son fils Connor sont rebaptisés Rooney alors que le nom de famille du personnage principal, O'Sullivan, est simplifié en Sullivan. De plus, le personnage de Harlen Maguire est ajouté, pour ajouter un élément persistant de la poursuite des Sullivan.
L'auteur du roman graphique, Max Allan Collins, souhaite initialement adapter lui-même son œuvre en scénario, mais n'en reçoit pas l'opportunité. Il choisit cependant de ne pas s'imiscer dans le processus d'écriture, par respect pour les différents styles d'écriture des différents médias. Il officie cependant comme consultant et apprécie l'ajout du personnage de Maguire et l'utilisation minimaliste de dialogues ainsi que la version de Rooney du film qu'il décrit davantage comme une « figure paternelle » pour Sullivan. Max Allan Collins déclare cependant ne pas apprécier certains aspects du film, notamment sur le personnage du fils de Sullivan. Dans son roman graphique, le fils tue quelqu'un, ce qu'il ne fait pas dans le film. De plus, il n'apprécie pas la technique de narration du film. Celle-ci diffère du roman graphique dans lequel le fils raconte l'histoire alors qu'il est devenu adulte et prêtre, tandis que dans le film, il raconte l'histoire en tant qu'enfant.

### Attribution des rôles
Steven Spielberg envoie un exemplaire du roman graphique à Tom Hanks, alors que ce dernier est en plein tournage de Seul au monde. Mais l'acteur est alors beaucoup trop occupé et ne sera lié au film qu'après avoir lu le script de David Self. Lui-même père de quatre enfants, il tombe d'emblée sous le charme du personnage.
C'est la dernière apparition au cinéma de Paul Newman. Il prêtera ensuite sa voix à Doc Hudson dans le film d'animation Cars (2006). Il décède en 2008.
Tom Sizemore et Alfred Molina ont été envisagés pour incarner Al Capone. Le rôle reviendra finalement à Anthony LaPaglia mais sera coupé au montage.

### Tournage
Le tournage a eu lieu entre le 5 mars 2001 et juin 2001 et principalement dans l'Illinois (Beecher, Geneva, Momence, Aurora, Evanston, Barrington, Glenwood, West Dundee, Peotone, Chicago, comté de Will, Thornton), dans le Michigan (Grand Rapids, Saugatuck, Zeeland, West Olive), ainsi qu'à East Chicago dans l'Indiana.

## Musique
La musique du film est composée par Thomas Newman.

### Liste des titres
1. Rock Island, 1931 – 3:22
2. Wake – 1:55
3. Just the Feller – 2:44
4. Mr. Rance – 1:38
5. Bit Borrowers – 2:25
6. Murder (in Four Parts) – 7:54
7. Road to Chicago – 3:06
8. Reading Room – 1:25
9. Someday Sweetheart – 3:06
  - Interprété par Charleston Chasers
10. Meet Maguire – 1:44
11. Blood Dog – 1:06
12. Finn McGovern – 2:11
13. The Farm – 2:09
14. Dirty Money – 3:10
15. Rain Hammers – 2:41
16. A Blind Eye – 2:27
17. Nothing to Trade – 2:25
18. Queer Notions – 2:46
  - Interprété par Fletcher Henderson & His Orchestra
19. Virgin Mary – 1:34
20. Shoot the Dead – 2:25
21. Grave Drive – 1:20
22. Cathedral – 2:40
  - Contient un sample de Alma Redemptoris Mater interprété par Choir of King's College
23. There'll Be Some Changes Made – 2:59
  - Performed by the Chicago Rhythm Kings
24. Ghosts – 3:40
25. Lexington Hotel, Room 1432 – 1:45
26. Road to Perdition – 3:55
27. Perdition – Piano Duet – 1:39
  - Interprété par Tom Hanks et Paul Newman

## Accueil

### Accueil critique
Le film reçoit globalement de bonnes critiques, qui mettent principalement en avant les prestations de Tom Hanks et Paul Newman. Sur l'agrégateur américain Rotten Tomatoes, le film obtient 80% d'opinions favorables basées sur 214 critiques et une note moyenne de 7,5⁄10. Sur Metacritic, le film décroche une note moyenne de 72⁄100, pour 36 critiques presse.
En France, le film est également plutôt bien accueilli. Sur le site Allociné, qui recense 23 titres de presse, il obtient une moyenne de 3,7⁄5. Du côté des avis positifs, Alain Grasset du Parisien écrit notamment « Inédit à l'écran, le duo Tom Hanks-Paul Newman est extraordinaire. Les Sentiers de la perdition est un chef-d'œuvre ! ». Dans la revue Positif, Franck Garbarz apprécie lui aussi la prestation de Tom Hanks : « Dans cet univers funeste, Tom Hanks, qu'on n'attendait pas dans ce registre, est saisissant en gangster au visage hiératique, ne laissant presque jamais prise à l'émotion ». Dans Le Monde, Thomas Sotinel écrit quant à lui « Refusant avec la même énergie le sentimentalisme et le second degré, Mendes et ses acteurs parviennent, comme presque toujours au long de cette route, à redonner vie et innocence à des histoires usées par le cinéma ».
Du côté des critiques plutôt négatives, Amélie Dubois des Inrockuptibles écrit notamment « Se réfugiant dans la thématique lourdement surlignée de la filiation, Les Sentiers de la perdition, contrairement à ce qu'indique son titre, prend un chemin ultra-emprunté et peu risqué, s'embourbe dans les convenances lisses et vides d'un cinéma hollywoodien sans âme ». Jean-Philippe Tessé de Chronic'art écrit quant à lui « On ne saura jamais vraiment où ils mènent, ces "sentiers de la perdition", sans doute nulle part puisqu'une âme, chez cet affreux pudibond de Mendes, n'est jamais vraiment perdue. Ou plutôt vers un ennui aussi mou que les joues de Tom Hanks ».

### Box-office
| Pays ou région    | Box-office      | Date d'arrêt du box-office | Nombre de semaines |
| ----------------- | --------------- | -------------------------- | ------------------ |
| États-Unis Canada | 104 454 762 $   | 31 octobre 2002            | 16                 |
| France            | 765 562 entrées |                            |                    |
| Mondial           | 181 001 478 $   | -                          | -                  |

## Distinctions

### Récompenses
| Récompenses 2002-2003 du film Les Sentiers de la perdition | Récompenses 2002-2003 du film Les Sentiers de la perdition                      | Récompenses 2002-2003 du film Les Sentiers de la perdition                                                     | Récompenses 2002-2003 du film Les Sentiers de la perdition                                      | Récompenses 2002-2003 du film Les Sentiers de la perdition |
| Années                                                     | Évènements                                                                      | Catégorie / Récompense                                                                                         | Nommé(es) / Lauréat(es)                                                                         |                                                            |
| ---------------------------------------------------------- | ------------------------------------------------------------------------------- | --- | ----------------------------------------------------------------------------------------------- | ---------------------------------------------------------- |
| 2002                                                       | British Society of Cinematographers Awards                                      | Meilleure photographie                                                                                         | Conrad L. Hall                                                                                  |                                                            |
| 2002                                                       | Camerimage                                                                      | Grenouille d'or                                                                                                | Conrad L. Hall                                                                                  |                                                            |
| 2002                                                       | Las Vegas Film Critics Society Awards                                           | Prix Sierra de la meilleure photographie                                                                       | Conrad L. Hall                                                                                  |                                                            |
| 2002                                                       | San Diego Film Critics Society Awards                                           | Meilleure photographie                                                                                         | Conrad L. Hall                                                                                  |                                                            |
| 2002                                                       | Washington DC Area Film Critics Association Awards                              | Meilleur film                                                                                                  | Les Sentiers de la perdition                                                                    |                                                            |
| 2002                                                       | Washington DC Area Film Critics Association Awards                              | Meilleur réalisateur                                                                                           | Sam Mendes                                                                                      |                                                            |
| 2003                                                       | Académie des films de science-fiction, fantastique et d'horreur - Saturn Awards | Saturn Award du meilleur film d'action, d'aventures ou thriller                                                | Les Sentiers de la perdition                                                                    |                                                            |
| 2003                                                       | Académie des films de science-fiction, fantastique et d'horreur - Saturn Awards | Saturn Award du meilleur jeune acteur                                                                          | Tyler Hoechlin                                                                                  |                                                            |
| 2003                                                       | AARP Movies for Grownups Awards                                                 | Prix des films pour adultes du meilleur film intergénérationnel                                                | Les Sentiers de la perdition                                                                    |                                                            |
| 2003                                                       | American Society of Cinematographers Awards                                     | Meilleure réalisation cinématographique                                                                        | Conrad L. Hall †                                                                                |                                                            |
| 2003                                                       | BMI Film and TV Awards                                                          | Prix BMI de la meilleure musique de film                                                                       | Thomas Newman                                                                                   |                                                            |
| 2003                                                       | British Academy Film Awards (BAFTA)                                             | BAFTA de la meilleure photographie                                                                             | Conrad L. Hall †                                                                                |                                                            |
| 2003                                                       | British Academy Film Awards (BAFTA)                                             | BAFTA de la meilleure direction artistique                                                                     | Dennis Gassner                                                                                  |                                                            |
| 2003                                                       | Cinema Audio Society                                                            | Meilleur mixage sonore pour un film                                                                            | Scott Millan, Bob Beemer et John Pritchett                                                      |                                                            |
| 2003                                                       | International Online Cinema Awards (INOCA)                                      | Meilleure photographie                                                                                         | Conrad L. Hall                                                                                  |                                                            |
| 2003                                                       | Kinema Junpō                                                                    | Prix Kinema Junpō du meilleur film étranger                                                                    | Sam Mendes                                                                                      |                                                            |
| 2003                                                       | Kinema Junpō                                                                    | Prix du choix des lecteurs du meilleur film étranger                                                           | Sam Mendes                                                                                      |                                                            |
| 2003                                                       | Motion Picture Sound Editors                                                    | Golden Reel Award du meilleur montage sonore dans les fonctionnalités nationales - Effets sonores et bruitages | Scott Hecker, Mark Pappas, Eric A. Norris, Bruce Tanis, Jason W. Jennings et Kenneth L. Johnson |                                                            |
| 2003                                                       | Online Film Critics Society Awards                                              | Dix meilleurs films de l'année                                                                                 | 10e place                                                                                       |                                                            |
| 2003                                                       | Oscars                                                                          | Oscar de la meilleure photographie                                                                             | Conrad L. Hall †                                                                                |                                                            |
| 2003                                                       | Phoenix Film Critics Society Awards                                             | Meilleur acteur dans un second rôle                                                                            | Paul Newman                                                                                     |                                                            |
| 2003                                                       | Satellite Awards                                                                | Satellite Award de la meilleure photographie                                                                   | Conrad L. Hall †                                                                                |                                                            |
| 2003                                                       | Young Artist Awards                                                             | Prix des jeunes artistes du meilleur jeune acteur dans un film                                                 | Tyler Hoechlin                                                                                  |                                                            |

### Nominations
| Nominations 2002-2003 du film Les Sentiers de la perdition | Nominations 2002-2003 du film Les Sentiers de la perdition         | Nominations 2002-2003 du film Les Sentiers de la perdition                                        | Nominations 2002-2003 du film Les Sentiers de la perdition                    | Nominations 2002-2003 du film Les Sentiers de la perdition |
| Années                                                     | Évènements                                                         | Catégorie / Récompense                                                                            | Nommé(es) / Lauréat(es)                                                       |                                                            |
| ---------------------------------------------------------- | ------------------------------------------------------------------ | ------------------------------------------------------------------------------------------------- | ----------------------------------------------------------------------------- | ---------------------------------------------------------- |
| 2002                                                       | Awards Circuit Community Awards (ACCA)                             | Meilleur acteur dans un second rôle                                                               | Paul Newman                                                                   |                                                            |
| 2002                                                       | Awards Circuit Community Awards (ACCA)                             | Meilleure direction artistique                                                                    | Dennis Gassner et Nancy Haigh                                                 |                                                            |
| 2002                                                       | Awards Circuit Community Awards (ACCA)                             | Meilleure photographie                                                                            | Conrad L. Hall                                                                |                                                            |
| 2002                                                       | Awards Circuit Community Awards (ACCA)                             | Meilleure musique originale                                                                       | Thomas Newman                                                                 |                                                            |
| 2002                                                       | Boston Society of Film Critics Awards                              | Meilleure photographie                                                                            | Conrad L. Hall                                                                |                                                            |
| 2002                                                       | Festival international du film de Venise                           | Lion d'Or                                                                                         | Sam Mendes                                                                    |                                                            |
| 2002                                                       | Golden Schmoes Awards                                              | Meilleur acteur dans un second rôle de l'année                                                    | Paul Newman                                                                   |                                                            |
| 2002                                                       | Golden Schmoes Awards                                              | Meilleure réplique de l'année                                                                     | « C'est la vie que nous avons choisie, la vie que nous menons... »            |                                                            |
| 2002                                                       | Golden Schmoes Awards                                              | Scène la plus mémorable d'un film                                                                 | Hanks tire sur Tommy sous la pluie                                            |                                                            |
| 2002                                                       | Las Vegas Film Critics Society Awards                              | Jeunesse au cinéma                                                                                | Tyler Hoechlin                                                                |                                                            |
| 2002                                                       | Los Angeles Film Critics Association Awards                        | Meilleure photographie                                                                            | Conrad L. Hall                                                                |                                                            |
| 2002                                                       | New York Film Critics Circle Awards                                | Meilleure photographie                                                                            | Conrad L. Hall                                                                |                                                            |
| 2002                                                       | Southeastern Film Critics Association Awards                       | Meilleur acteur dans un second rôle                                                               | Paul Newman                                                                   |                                                            |
| 2002                                                       | Southeastern Film Critics Association Awards                       | Meilleur film                                                                                     | 6e place                                                                      |                                                            |
| 2002                                                       | Toronto Film Critics Association Awards                            | Meilleur acteur dans un second rôle                                                               | Paul Newman                                                                   |                                                            |
| 2002                                                       | Washington DC Area Film Critics Association Awards                 | Meilleur acteur dans un second rôle                                                               | Paul Newman                                                                   |                                                            |
| 2003                                                       | AARP Movies for Grownups Awards                                    | Meilleure capsule temporelle de film                                                              | Les Sentiers de la perdition                                                  |                                                            |
| 2003                                                       | Art Directors Guild                                                | Film d'époque ou fantastique                                                                      | Dennis Gassner, Richard L. Johnson, Jann K. Engel, Ted Haigh et Thomas Minton |                                                            |
| 2003                                                       | ASECAN (Association des écrivains cinématographiques d'Andalousie) | Meilleur film étranger                                                                            | Sam Mendes                                                                    |                                                            |
| 2003                                                       | British Academy Film Awards (BAFTA)                                | Meilleur acteur dans un second rôle                                                               | Paul Newman                                                                   |                                                            |
| 2003                                                       | Casting Society of America                                         | Meilleur casting pour un film dramatique                                                          | Debra Zane et Mickie Paskal                                                   |                                                            |
| 2003                                                       | Central Ohio Film Critics Association Awards                       | Top 10 des meilleurs films                                                                        | 10e place                                                                     |                                                            |
| 2003                                                       | Costume Designers Guild                                            | Meilleur film fantastique en costumes d'époque                                                    | Albert Wolsky                                                                 |                                                            |
| 2003                                                       | Chicago Film Critics Association Awards                            | Meilleure photographie                                                                            | Conrad L. Hall                                                                |                                                            |
| 2003                                                       | Chicago Film Critics Association Awards                            | Meilleur acteur dans un second rôle                                                               | Paul Newman                                                                   |                                                            |
| 2003                                                       | Critics' Choice Movie Awards                                       | Meilleur film                                                                                     | Les Sentiers de la perdition                                                  |                                                            |
| 2003                                                       | Critics' Choice Movie Awards                                       | Meilleur acteur dans un second rôle                                                               | Paul Newman                                                                   |                                                            |
| 2003                                                       | Critics' Choice Movie Awards                                       | Meilleur jeune acteur                                                                             | Tyler Hoechlin                                                                |                                                            |
| 2003                                                       | Dallas-Fort Worth Film Critics Association Awards                  | Meilleur film                                                                                     | Les Sentiers de la perdition                                                  |                                                            |
| 2003                                                       | Dallas-Fort Worth Film Critics Association Awards                  | Meilleur acteur dans un second rôle                                                               | Paul Newman                                                                   |                                                            |
| 2003                                                       | Dallas-Fort Worth Film Critics Association Awards                  | Meilleure photographie                                                                            | Conrad L. Hall †                                                              |                                                            |
| 2003                                                       | Empire Awards                                                      | Meilleur film                                                                                     | Les Sentiers de la perdition                                                  |                                                            |
| 2003                                                       | Empire Awards                                                      | Meilleur acteur                                                                                   | Tom Hanks                                                                     |                                                            |
| 2003                                                       | Empire Awards                                                      | Meilleur acteur britannique                                                                       | Jude Law                                                                      |                                                            |
| 2003                                                       | Golden Globes                                                      | Meilleur acteur dans un second rôle                                                               | Paul Newman                                                                   |                                                            |
| 2003                                                       | Gold Derby Awards                                                  | Meilleure direction artistique                                                                    | Dennis Gassner et Richard L. Johnson                                          |                                                            |
| 2003                                                       | Gold Derby Awards                                                  | Meilleure photographie                                                                            | Conrad L. Hall                                                                |                                                            |
| 2003                                                       | Golden Trailer Awards                                              | Le meilleur du spectacle                                                                          | Les Sentiers de la perdition                                                  |                                                            |
| 2003                                                       | Golden Trailer Awards                                              | Meilleure musique de bande-annonce                                                                | Les Sentiers de la perdition                                                  |                                                            |
| 2003                                                       | Hollywood Makeup Artist and Hair Stylist Guild Awards              | Meilleur maquillage d'époque                                                                      | Daniel C. Striepeke et Ron Snyder                                             |                                                            |
| 2003                                                       | International Online Cinema Awards (INOCA)                         | Meilleur acteur dans un second rôle                                                               | Paul Newman                                                                   |                                                            |
| 2003                                                       | International Online Cinema Awards (INOCA)                         | Meilleur montage de film                                                                          | Jill Bilcock                                                                  |                                                            |
| 2003                                                       | International Online Cinema Awards (INOCA)                         | Meilleure direction artistique                                                                    | Dennis Gassner                                                                |                                                            |
| 2003                                                       | Italian Online Movie Awards (IOMA)                                 | Meilleur acteur dans un second rôle                                                               | Paul Newman                                                                   |                                                            |
| 2003                                                       | Italian Online Movie Awards (IOMA)                                 | Meilleure photographie                                                                            | Conrad L. Hall                                                                |                                                            |
| 2003                                                       | London Critics Circle Film Awards                                  | Meilleur film de l'année                                                                          | Les Sentiers de la perdition                                                  |                                                            |
| 2003                                                       | London Critics Circle Film Awards                                  | Meilleur scénariste de l'année                                                                    | David Self                                                                    |                                                            |
| 2003                                                       | London Critics Circle Film Awards                                  | Meilleur acteur britannique dans un second rôle                                                   | Jude Law                                                                      |                                                            |
| 2003                                                       | London Critics Circle Film Awards                                  | Meilleur réalisateur britannique de l'année                                                       | Sam Mendes                                                                    |                                                            |
| 2003                                                       | Motion Picture Sound Editors                                       | Meilleur montage sonore dans les fonctionnalités nationales - Dialogues et doublages dans un film | Scott Hecker, Joe Dorn, Benjamin Beardwood et Gary Lewis                      |                                                            |
| 2003                                                       | Motion Picture Sound Editors                                       | Meilleur montage sonore dans un long métrage - Musique                                            | Bill Bernstein                                                                |                                                            |
| 2003                                                       | Online Film and Television Association                             | Meilleur acteur dans un second rôle                                                               | Paul Newman                                                                   |                                                            |
| 2003                                                       | Online Film and Television Association                             | Meilleure performance jeunesse                                                                    | Tyler Hoechlin                                                                |                                                            |
| 2003                                                       | Online Film and Television Association                             | Meilleure photographie                                                                            | Conrad L. Hall                                                                |                                                            |
| 2003                                                       | Online Film Critics Society Awards                                 | Meilleur acteur dans un second rôle                                                               | Paul Newman                                                                   |                                                            |
| 2003                                                       | Online Film Critics Society Awards                                 | Meilleure photographie                                                                            | Conrad L. Hall                                                                |                                                            |
| 2003                                                       | Online Film Critics Society Awards                                 | Meilleure direction artistique                                                                    | Les Sentiers de la perdition                                                  |                                                            |
| 2003                                                       | Oscars                                                             | Meilleur acteur dans un second rôle                                                               | Paul Newman                                                                   |                                                            |
| 2003                                                       | Oscars                                                             | Meilleure direction artistique                                                                    | Nancy Haigh et Dennis Gassner                                                 |                                                            |
| 2003                                                       | Oscars                                                             | Meilleur mixage sonore                                                                            | Bob Beemer, Scott Millan et John Pritchett                                    |                                                            |
| 2003                                                       | Oscars                                                             | Meilleur montage sonore                                                                           | Scott A. Hecker                                                               |                                                            |
| 2003                                                       | Oscars                                                             | Meilleure bande originale                                                                         | Thomas Newman                                                                 |                                                            |
| 2003                                                       | Phoenix Film Critics Society Awards                                | Meilleur film                                                                                     | Les Sentiers de la perdition                                                  |                                                            |
| 2003                                                       | Phoenix Film Critics Society Awards                                | Meilleur acteur                                                                                   | Tom Hanks                                                                     |                                                            |
| 2003                                                       | Phoenix Film Critics Society Awards                                | Meilleur acteur dans un second rôle                                                               | Jude Law                                                                      |                                                            |
| 2003                                                       | Phoenix Film Critics Society Awards                                | Meilleur jeune acteur dans un second rôle                                                         | Tyler Hoechlin                                                                |                                                            |
| 2003                                                       | Phoenix Film Critics Society Awards                                | Meilleur réalisateur                                                                              | Sam Mendes                                                                    |                                                            |
| 2003                                                       | Phoenix Film Critics Society Awards                                | Meilleur scénario adapté                                                                          | David Self                                                                    |                                                            |
| 2003                                                       | Phoenix Film Critics Society Awards                                | Meilleure photographie                                                                            | Conrad L. Hall                                                                |                                                            |
| 2003                                                       | Phoenix Film Critics Society Awards                                | Meilleur montage de film                                                                          | Jill Bilcock                                                                  |                                                            |
| 2003                                                       | Phoenix Film Critics Society Awards                                | Meilleure direction artistique                                                                    | Dennis Gassner                                                                |                                                            |
| 2003                                                       | Phoenix Film Critics Society Awards                                | Meilleure musique originale                                                                       | Thomas Newman                                                                 |                                                            |
| 2003                                                       | Prix Edgar-Allan-Poe                                               | Meilleur film                                                                                     | Max Allan Collins, David Self et Richard Piers Rayner                         |                                                            |
| 2003                                                       | Producers Guild of America Awards                                  | Meilleure production de film                                                                      | Richard D. Zanuck et Dean Zanuck                                              |                                                            |
| 2003                                                       | Satellite Awards                                                   | Meilleur acteur dans un film dramatique                                                           | Tom Hanks                                                                     |                                                            |
| 2003                                                       | Satellite Awards                                                   | Meilleur acteur dans un second rôle dans un film dramatique                                       | Paul Newman                                                                   |                                                            |
| 2003                                                       | Satellite Awards                                                   | Meilleur film dramatique                                                                          | Les Sentiers de la perdition                                                  |                                                            |
| 2003                                                       | Satellite Awards                                                   | Meilleurs effets visuels                                                                          | Michael J. McAlister                                                          |                                                            |
| 2003                                                       | Satellite Awards                                                   | Meilleure direction artistique                                                                    | Dennis Gassner et Richard L. Johnson                                          |                                                            |
| 2003                                                       | Satellite Awards                                                   | Meilleurs costumes                                                                                | Albert Wolsky                                                                 |                                                            |
| 2003                                                       | World Soundtrack Awards                                            | Meilleure bande originale de l'année                                                              | Thomas Newman                                                                 |                                                            |
| 2003                                                       | Young Artist Awards                                                | Meilleur second rôle masculin dans un film (Jeune acteur)                                         | Liam Aiken                                                                    |                                                            |

### Sélection
- Festival du cinéma américain de Deauville 2002 : Sélection - hors-compétition pour Sam Mendes.

## Éditions en vidéo
En France, le film Les Sentiers de la perdition est sorti en DVD le 12 mars 2003. Par la suite, le film est sorti en Blu-ray le 16 juin 2010, le 5 septembre 2012 en édition digibook collector + livret et en VOD le 1er août 2014.

## Scène coupée
Dans une scène finalement coupée au montage et qui figure dans les bonus du DVD, Al Capone, incarné par Anthony LaPaglia, apparait en personne, furieux que Michael Sullivan (Tom Hanks) n'ait pas encore été mis hors d'état de nuire. Le réalisateur Sam Mendes avait décidé pour cette scène de s'éloigner du cliché habituel du Capone en costume à rayures impeccable, un chapeau vissé sur la tête. Le célèbre parrain apparaît donc à l'écran en tenue négligée et en chaussettes. Mais lors du montage, et malgré sa qualité, cette scène fut écartée car elle nuisait à la tension dramatique du film : l'image de Capone qu'elle véhiculait le rendait aux yeux du public beaucoup moins dangereux pour le héros.